# 2. ŽNL Karlovačka 2012./13.
2. ŽNL Karlovačka predstavlja 6. stupanj nogometnih natjecanja u Hrvatskoj. Prvoplasirani klub prelazi u viši rang - 1. ŽNL Karlovačku, dok iz lige ne ispada nitko jer je od sezone 2008./09. 2. ŽNL najniži stupanj natjecanja za Karlovačku županiju. U sezoni 2012./13. ligu je činilo 12 klubova, a u viši rang su se plasirali NK Vojnić '95 i NK Oštarije.

## Tablica
| Mj. | Klub                         | Sus. | Pob | Rem | Por | GR     | Bod |
| --- | ---------------------------- | ---- | --- | --- | --- | ------ | --- |
| 1.  | NK Vojnić '95                | 22   | 16  | 3   | 3   | 79:30  | 51  |
| 2.  | NK Oštarije                  | 22   | 15  | 4   | 3   | 66:25  | 49  |
| 3.  | NK Dobra Novigrad na Dobri   | 22   | 14  | 1   | 7   | 60:31  | 43  |
| 4.  | NK Petrova gora Vojnić       | 22   | 13  | 2   | 7   | 67:36  | 41  |
| 5.  | NK Mladost Zagorje Ogulinsko | 22   | 12  | 3   | 7   | 55:42  | 39  |
| 6.  | NK Mrežnica Zvečaj           | 22   | 10  | 4   | 8   | 52:41  | 34  |
| 7.  | NK Kupa Karlovac             | 22   | 10  | 3   | 9   | 66:45  | 33  |
| 8.  | NK Šišljavić                 | 22   | 8   | 4   | 10  | 38:56  | 28  |
| 9.  | NK Cetingrad                 | 22   | 8   | 3   | 11  | 38:53  | 27  |
| 10. | NK Frankopan Brežani         | 22   | 5   | 3   | 14  | 41:64  | 18  |
| 11. | NK Krnjak                    | 22   | 4   | 4   | 14  | 41:65  | 16  |
| 12. | NK Josipdol                  | 22   | 0   | 0   | 22  | 14:131 | 0   |

## Strijelci
Strijelci 2. ŽNL
- 36 - D. Matijević (Vojnić '95)
- 20 – Novković (Petrova gora)
- 15 – Mates (Kupa), Škarjak (Dobra N)
- 13 – I. Bedeniković (Kupa), Tuškan (Mrežnica)
- 11 – Šimulija (Petrova gora), Salopek (Oštarije)
- 10 – Frketić (Kupa), Kolić (Mladost ZO), M. Matijašić (Frankopan), Šabić (Vojnić '95), Bertović (Oštarije), Gudlek (Dobra N)
- 9 – Katić (Cetingrad), Gagula (Frankopan), Ivanišević (Oštarije), Vukić (Šišljavić)
- 8 – Brazdičić (Mrežnica), Tomašević i Kezić (Krnjak), Grčić (Dobra N), K. Mihaljević (Oštarije), T. Golek (Cetingrad)
- 7 – Mi. Lukić (Šišljavić), Cazin (Oštarije), Jakara (Vojnić '95), Salopek i D. Stipetić (Mladost ZO), Šebalj (Mrežnica)
- 6 – Lovrić (Mrežnica), Mrkić (Petrova gora), Sušilović (Šišljavić), Božičević (Oštarije)
- 5  – Josipović (Vojnić '95), Francetić (Mladost ZO), Z. Medved (Cetingrad), Drašković (Kupa), G. Jurić, Bučan i Goldašić (Krnjak), Žeger (Šišljavić), Keser (Oštarije), Mržljak (Dobra N)
- 4 – D. Vučić i Prebežić (Mladost ZO), Sabljak (Kupa), Luketić (Josipdol), Lauš (Mrežnica), S. Matijević (Krnjak), Bišćan (Dobra N), D. Matijašić (Frankopan), Vrga (Petrova gora)
- 3 – Sijerić i Milan Malešević (Petrova gora), Tokmadžić, Orlovac i T. Klasan (Vojnić '95), Kučinić i T. Medved (Cetingrad), M. Bedeniković, Kovačić i Skolan (Kupa), T. Mihaljević (Oštarije), I. Perak (Šišljavić), Majdak i D. Jurić (Krnjak), Baršić i BIžić (Dobra N)
- 2 – Korać, Kosanović, Gvozdenović i Oparnica (Petrova gora), Peretić, Lucijanić i G. Rožić (Šišljavić), Ivanović (Josipdol), Štefanac, Krtić, Špehar i Luketić (Mrežnica), Rožić i Smolčić (Kupa), Krajačić, Dujlović i M. Klasan (Vojnić'95), Furač i Polović (Dobra N), Oštarčević (Oštarije), Letica, Dujmić, Cindrić, Sabljak i Matovina (Mladost ZO), Pavlović, (Krnjak), Abramović, Skukan, Peršin i Mance (Frankopan), I. Jurčević (Cetingrad)
- 1 – Z. Bedeniković, Šimunić, Turkalj, Tumpa i Jakić (Kupa), I. Džolić, Marn, M. Džolić i Borovac (Krnjak), Macut, Kolar, Ivošević, Musulin i Lukač (Petrova gora), Pavlović i Užar (Vojnić '95), Jarnević, Jovković, M. Prpić, V. Prpić i Mejaški (Frankopan), Ž. Rožić (Šišljavić), Pešić, Tomislav Polović, V. Polović, Vukmanić, Blašković i Tomica Polović (Mrežnica), Puškarić, Cetinjanin, Drašković, Vuković i J. Mihalić (Mladost ZO), Grgat, Milinković, Ivančić i Poturica (Dobra N), Rendulić,K. Plivelić, D. Medved, G. Golek i I. Medved (Cetingrad), Pribanić, Tutek, Puškarić, Jančić i Brđanin (Josipdol), Pribanić, Capan i Puškarić (Oštarije)